# 快樂山
快樂山（英語：Mount Pleasant）是加拿大卑詩省溫哥華市一個社區。快樂山北臨福溪和大北方大道，南至16街，東西則分別以卡勒街和甘比街為界。快樂山過去主要是勞動階層社區，但從1990年代初起陸續被士紳化，而百老匯街夾緬街一帶近年亦發展成緬街南區。

## 歷史
快樂山接近溫哥華市中心，過去且被一條溪澗貫穿，因此在溫哥華設市初期吸引了廠商和移民到此設廠和定居，帶動了該帶的早期發展。該帶的大部分地皮早期由二埠市政府員工愛德蒙斯所擁有，而該帶亦於1888年以愛德蒙斯妻子於愛爾蘭的家鄉命名為。路面電車從1890年起服務快樂山，到1904年更有一座皮革廠、兩座屠房和四座啤酒廠在快樂山作業，而流經此處的溪澗亦被稱作啤酒廠小溪（Brewery Creek）。到1912年，快樂山出現了小學、消防局和戲院等設施。福溪的東端於一戰期間進行填海工程，啤酒廠小溪的出海處因此被填去，而快樂山的海岸綫亦減半。
到1930年代，區内的工業活動拓展至百老匯街以北介乎甘比街和緬街的地段，導致多座住宅樓房被清拆；區内工業活動的拓展持續至1950和60年代。另一方面，溫哥華市議會於1935年通過在甘比街夾西12街的東北角興建新市政廳；市政廳於1936年12月落成，而溫哥華亦成為加拿大首個將市政廳設於市中心以外的主要城市。

## 公共設施

### 教育
快樂山有三間公立小學，包括南丁格爾小學、快樂山小學和西門菲沙小學。區内私立學校則有聖派翠克中學和聖方濟各小學。另外，溫哥華社區學院的百老匯街校園亦位於快樂山東部。

### 交通
溫哥華架空列車加拿大綫的百老匯－市政廳站和奧運村站服務快樂山西部，而快樂山東部則鄰近千禧綫的溫哥華社區學院－克拉克站。此外，連接卑詩大學和金馬素－百老匯站的99 B-Line快速巴士綫亦行駛快樂山一段的百老匯街；此巴士綫日後有可能被千禧綫的西端延綫取代。

## 人口數據
2006年快樂山有23,615名居民，較2001年下跌3.8%。19歲以下的居民佔區内居民總數13.7%，20至39歲居民佔44.8%，40至64歲居民佔33.4%，而65歲或以上的居民則佔8.2%。區内居民有62.0%以英語為母語，其次為中文（10.0%）和他加洛語（5.1%）。區内家庭入息中位數為$37,782，而31.7%居民為低收入戶。失業率為5.5%。

## 外部連結

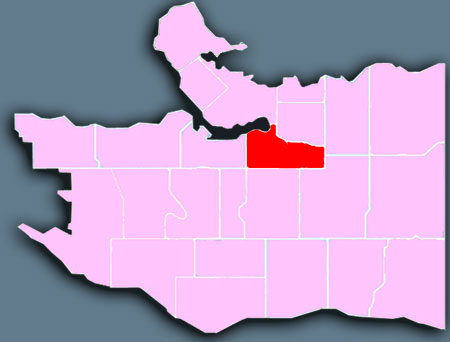
快樂山於溫哥華市內的位置

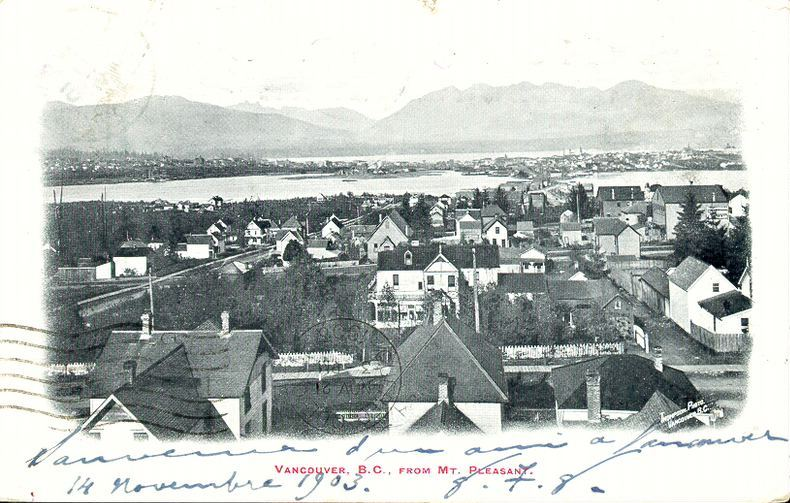
1903年的快樂山

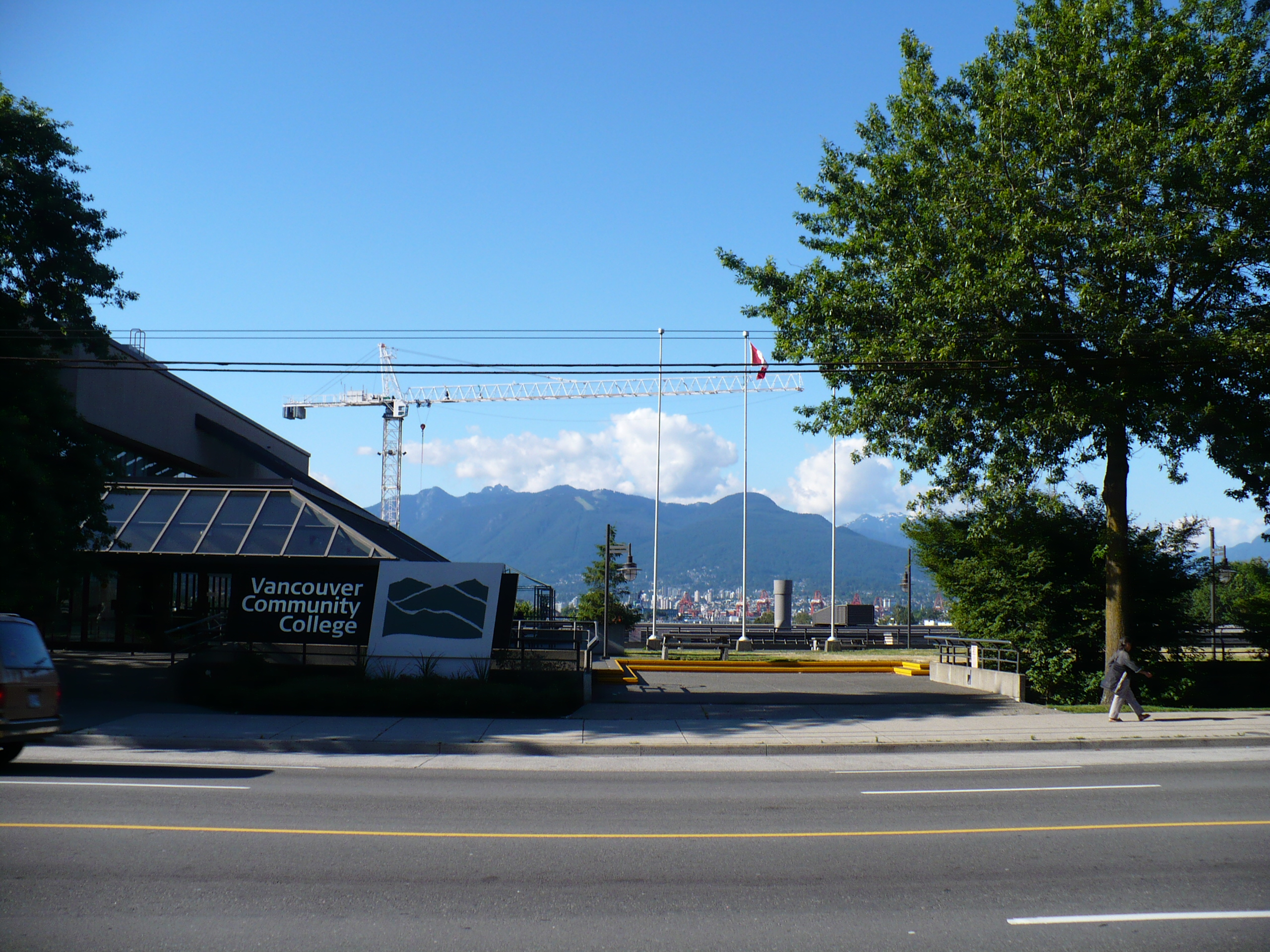
溫哥華社區學院的百老匯街校園

- （英文）Mount Pleasant （页面存档备份，存于）－溫哥華市政府網站 快樂山社區頁面
- 溫哥華市政府檔案庫 快樂山圖片